# الشرفا لقصاي (قصابي ملوية)
الشرفا لقصاي هي إحدى مشيخات المملكة المغربية، تتبع جغرافيا لإقليم بولمان وإداريًا لقصابي ملوية. يقدر عدد سكانها بـ 3549 نسمة حسب الإحصاء الرسمي للسكان والسكنى لسنة 2004.